# Zuid-Afrikaans kampioenschap wielrennen op de weg
De Zuid-Afrikaanse kampioenschappen wielrennen op de weg zijn jaarlijkse georganiseerde wielerwedstrijden in Zuid-Afrika voor renners met de Zuid-Afrikaanse nationaliteit van 23 jaar en ouder en/of lid van een professioneel wielerteam. Er wordt door mannen en vrouwen gestreden om vier nationale titels in de wegwedstrijd en tijdrijden.

## Mannen

### Wegwedstrijd

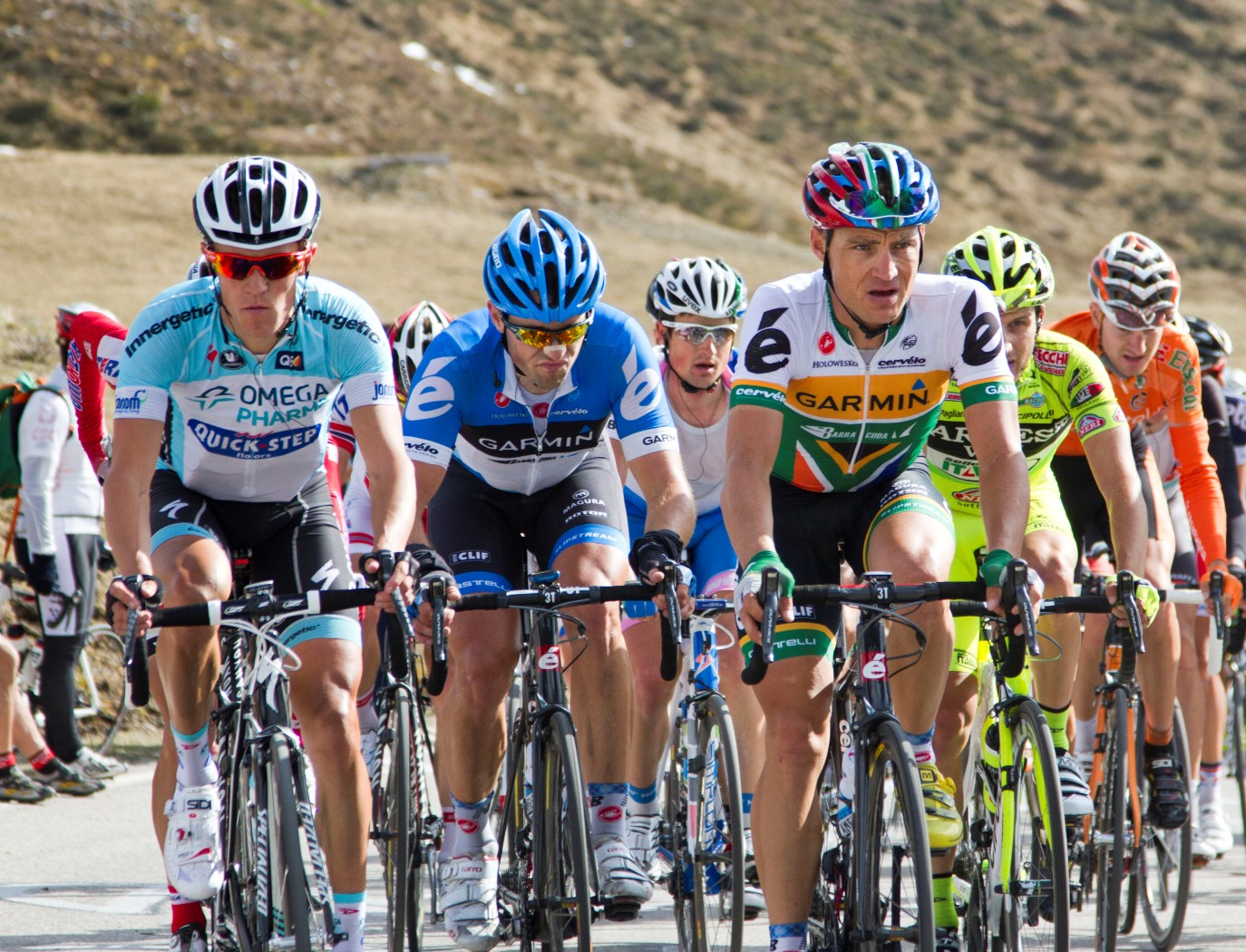
Robert Hunter won in 2012

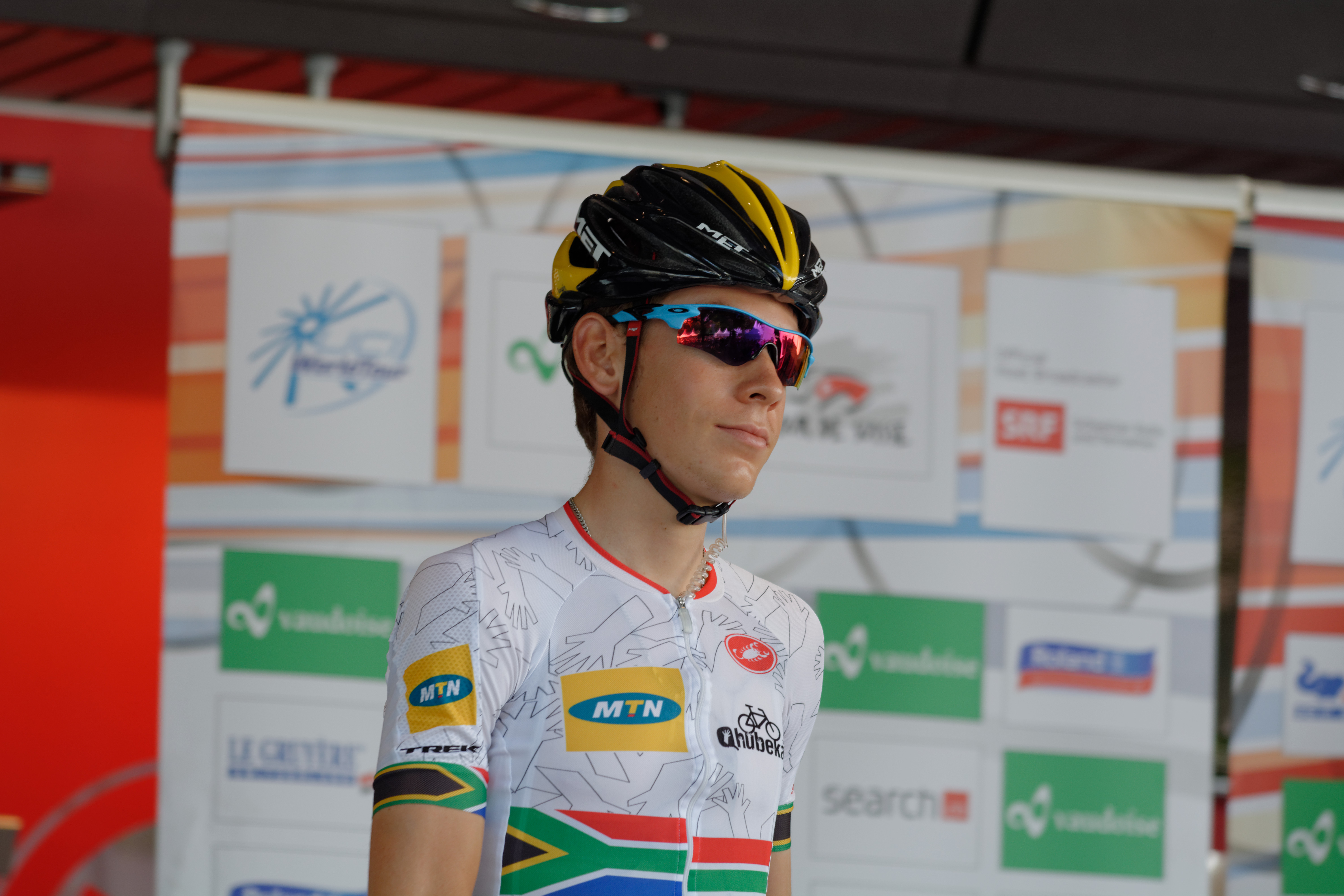
Louis Meintjes won in 2014

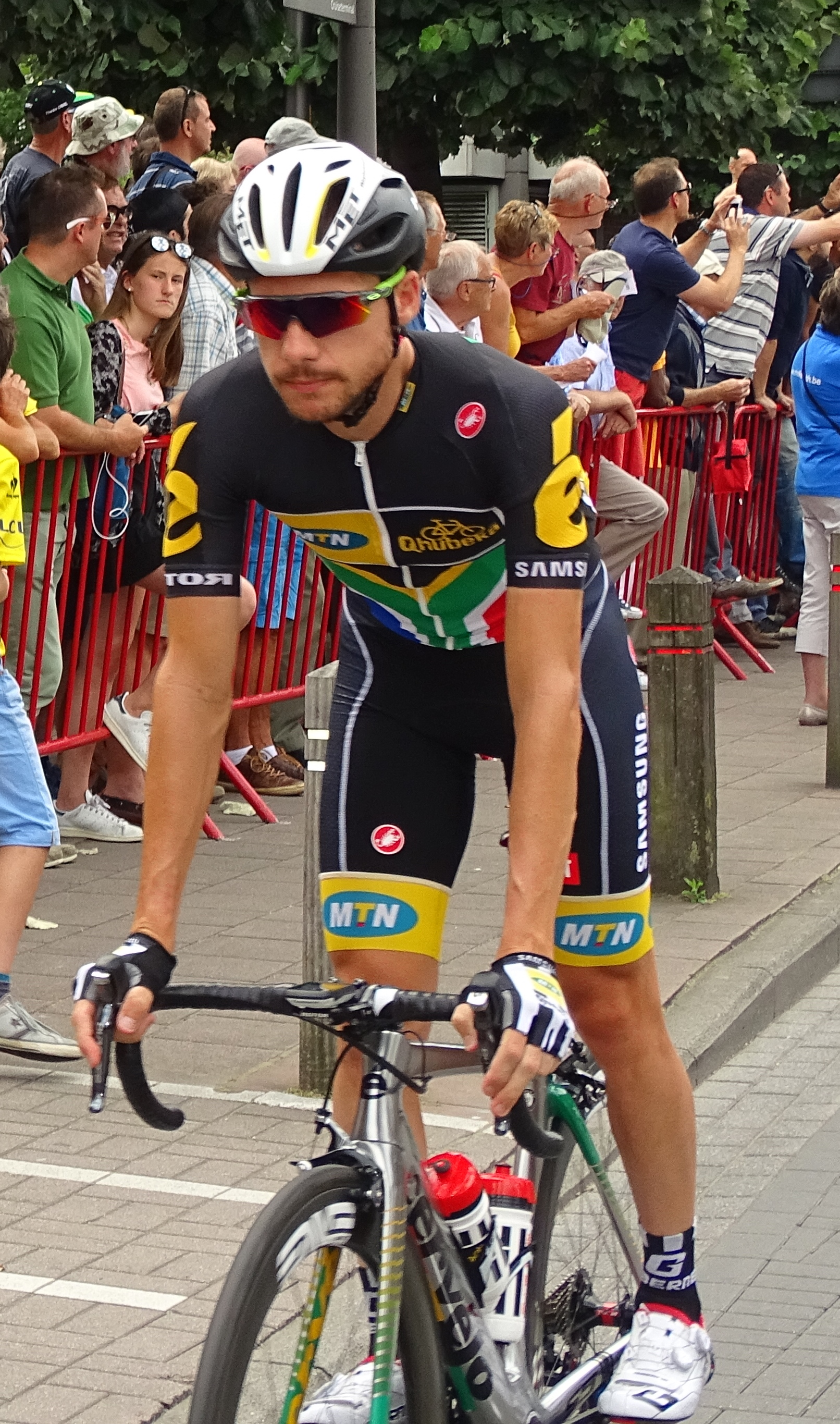
Jacques Janse van Rensburg won in 2015

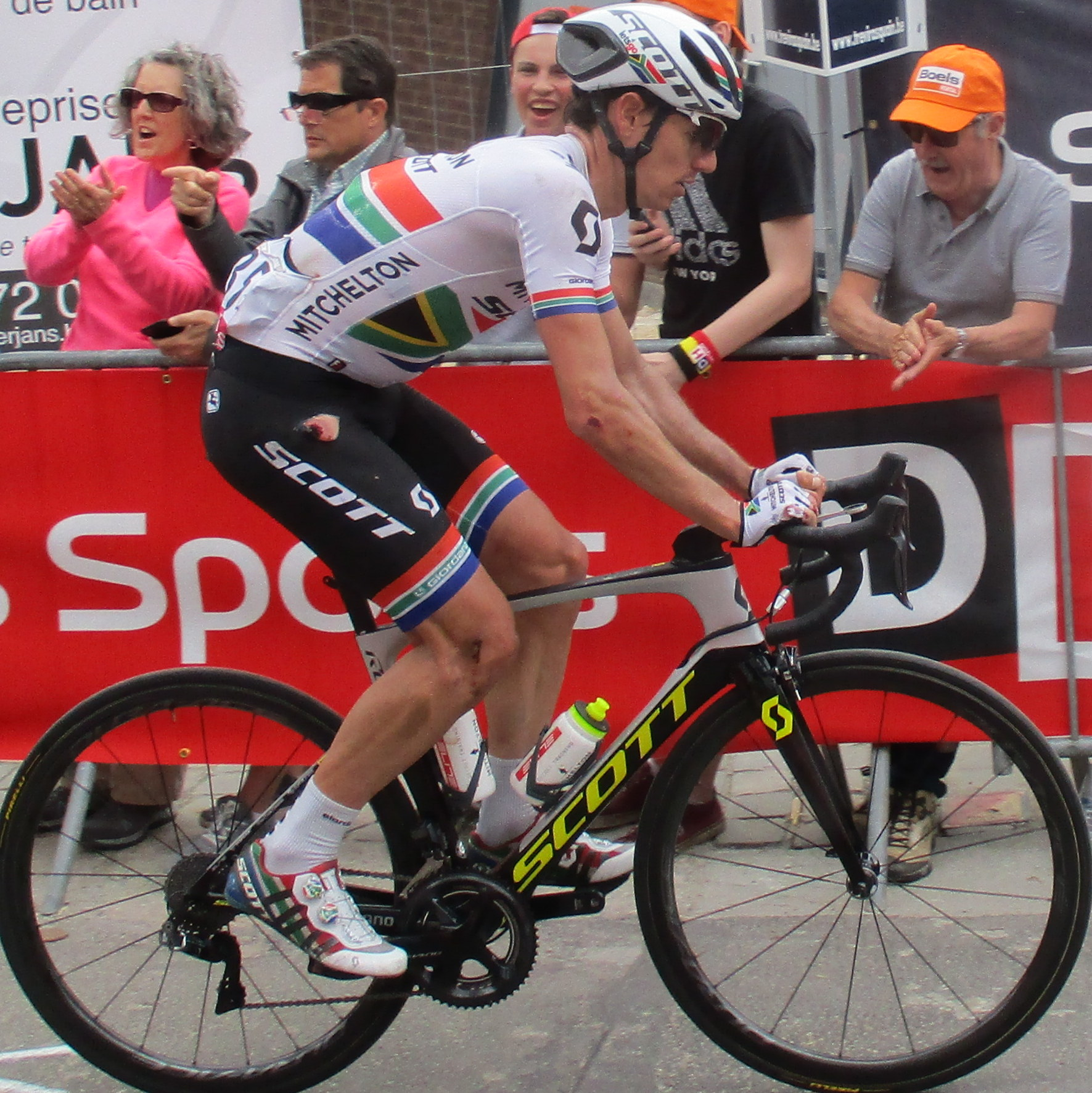
Daryl Impey won in 2018 en 2019

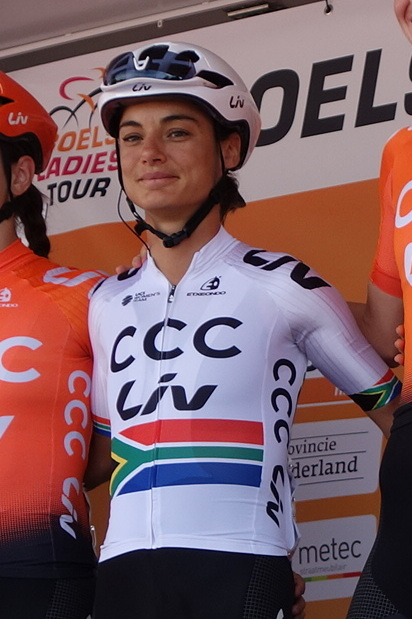
Ashleigh Moolman-Pasio won zes keer

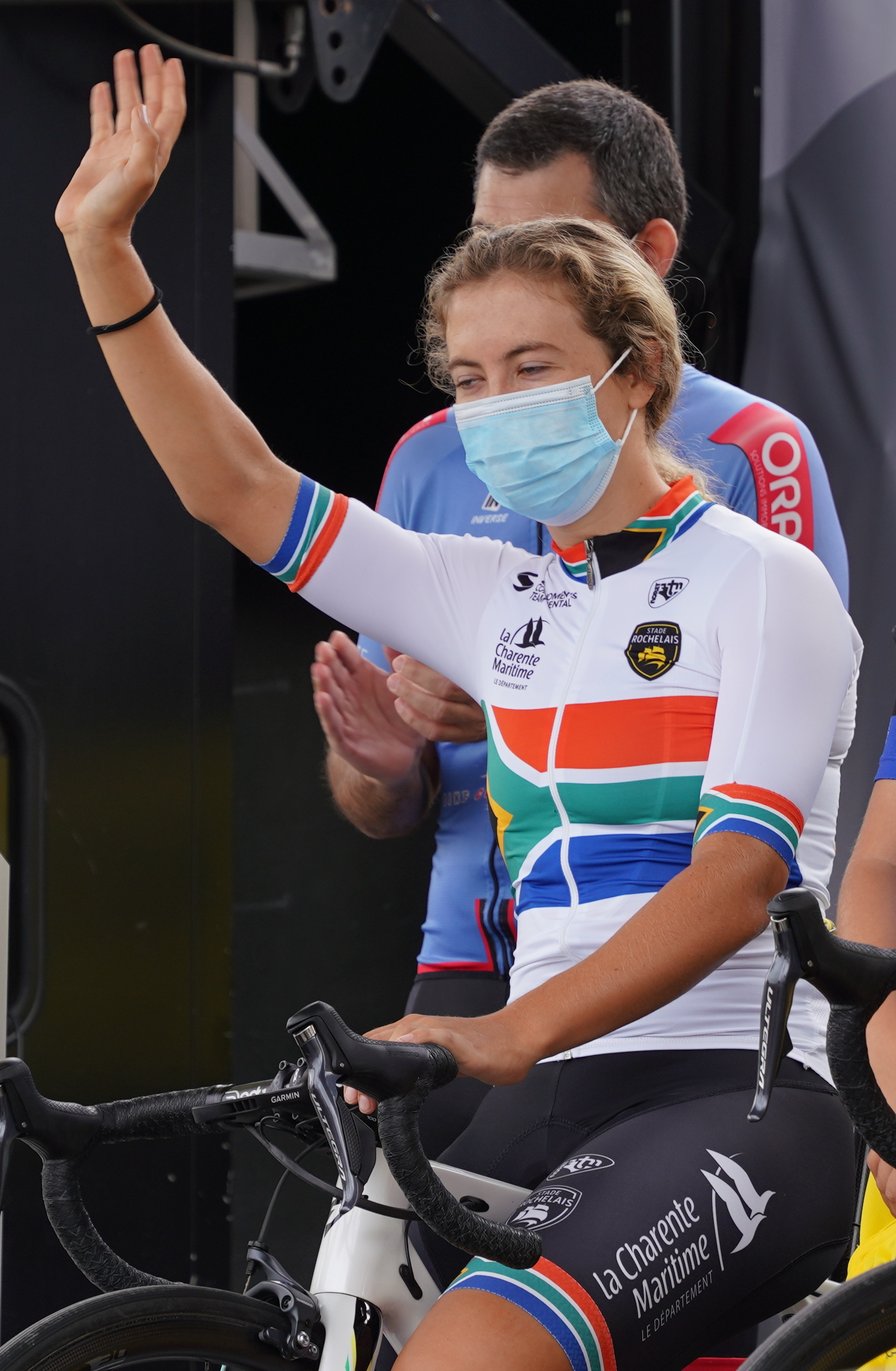
Frances Janse van Rensburg won in 2022

| Jaar | Goud                        | Zilver                      | Brons                       |
| ---- | --------------------------- | --------------------------- | --------------------------- |
| 1995 | Malcolm Lange               |                             |                             |
| 1996 | Kampioenschap niet gehouden | Kampioenschap niet gehouden | Kampioenschap niet gehouden |
| 1997 | Rodney Green                | Jac-Louis Van Wyck          | Jacques Fullard             |
| 1998 | Simon Kessler               | Jacques Fullard             | Malcolm Lange               |
| 1999 | Malcolm Lange               | Rudolf Wentzel              | Jacques Fullard             |
| 2000 | Simon Kessler               | Kosie Loubser               | Rudolf Wentzel              |
| 2001 | Jacques Fullard             | Simon Kessler               | Owen Hannie                 |
| 2002 | Tiaan Kannemeyer            | Ryan Cox                    | Morne Bester                |
| 2003 | David George                | Malcolm Lange               | Rodney Green                |
| 2004 | Ryan Cox                    | David George                | Nicholas White              |
| 2005 | Ryan Cox                    | Tiaan Kannemeyer            | Rodney Green                |
| 2006 | Jacques Fullard             | Darren Lill                 | David George                |
| 2007 | Malcolm Lange               | David George                | Neil McDonald               |
| 2008 | Ian McLeod                  | Waylon Woolcock             | David George                |
| 2009 | Jamie Ball                  | Daryl Impey                 | Kosie Loubser               |
| 2010 | Christoff Van Heerden       | Nicholas White              | James Perry                 |
| 2011 | Darren Lill                 | Burry Stander               | Christoff Van Heerden       |
| 2012 | Robert Hunter               | Reinardt Janse van Rensburg | Johann Rabie                |
| 2013 | Jay Robert Thomson          | Louis Meintjes              | Johann Rabie                |
| 2014 | Louis Meintjes              | Daryl Impey                 | Jay Robert Thomson          |
| 2015 | Jacques Janse van Rensburg  | Daryl Impey                 | Jayde Julius                |
| 2016 | Jacobus Venter              | Stefan de Bod               | Reinardt Janse van Rensburg |
| 2017 | Reinardt Janse van Rensburg | Stefan de Bod               | Willie Smit                 |
| 2018 | Daryl Impey                 | Jacques Janse Van Rensburg  | Jason Oosthuizen            |
| 2019 | Daryl Impey                 | Ryan Gibbons                | Stefan de Bod               |
| 2020 | Ryan Gibbons                | Daryl Impey                 | Jayde Julius                |
| 2021 | Marc Oliver Pritzen         | Willie Smit                 | Nic Dlamini                 |
| 2022 | Reinardt Janse van Rensburg | fWillie Smit                | Marc Oliver Pritzen         |
| 2023 | Travis Stedman              | Reinardt Janse van Rensburg | Gert Heyns                  |
| 2024 | Ryan Gibbons                | Nortje Tristan              | Morné Van Niekerk           |
| 2025 | Daniyal Mathews             | Casper Kruger               | Daniel Loubser              |

### Tijdrit

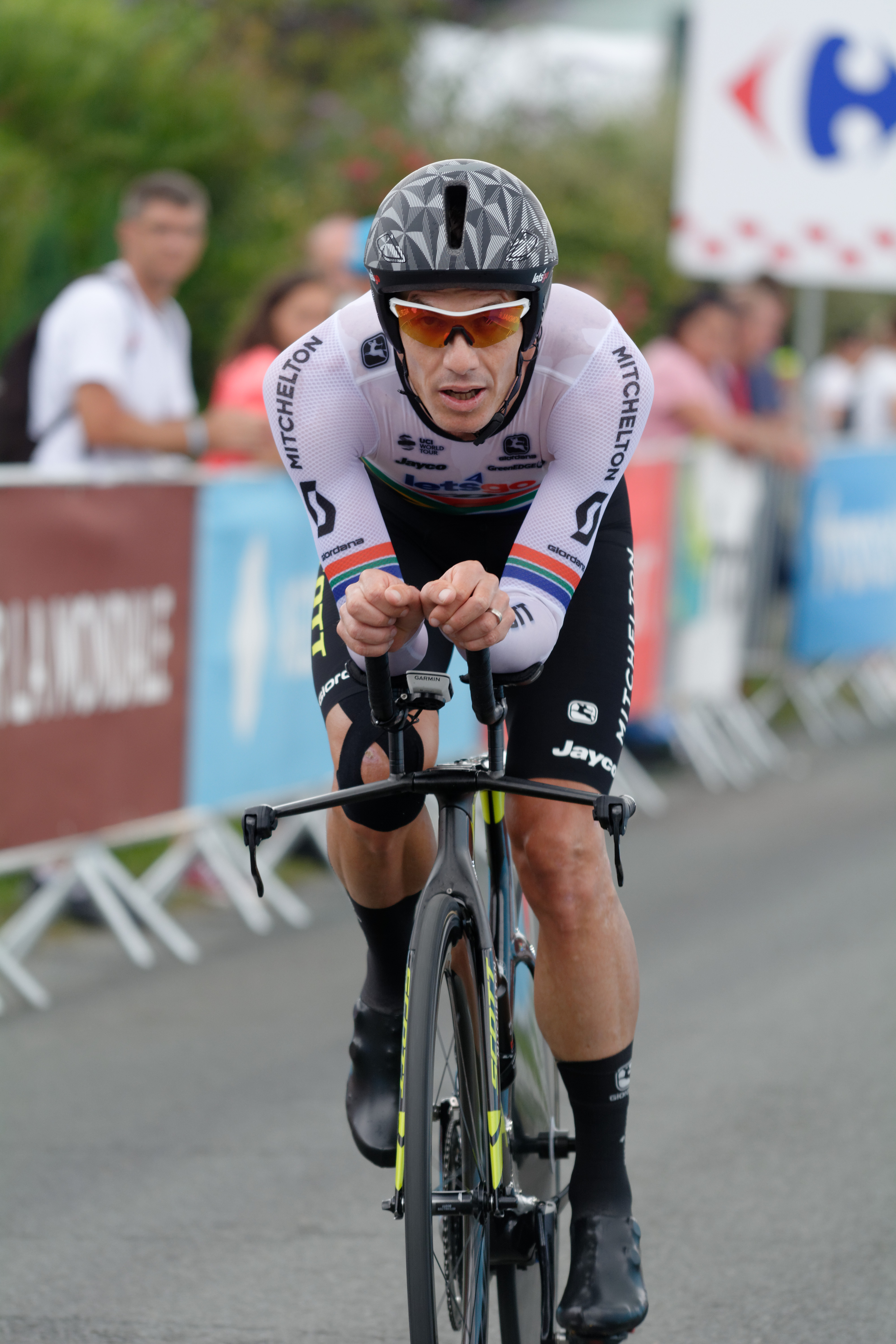
Daryl Impey is recordhouder met 9 zeges

| Jaar | Goud                        | Zilver                      | Brons                       |
| ---- | --------------------------- | --------------------------- | --------------------------- |
| 1997 | Malcolm Lange               | Christopher Mountjoy        | Douglas Ryder               |
| 1998 | Malcolm Lange               | Simon Kessler               | Nicholas White              |
| 1999 | Morné Bester                | Simon Kessler               | Rudolf Wentzel              |
| 2000 | Robert Hunter               | David George                | Simon Kessler               |
| 2001 | David George                | Ryan Cox                    | Nicholas White              |
| 2002 | James Perry                 | Nicholas White              | Ryan Cox                    |
| 2003 | Jeremy Maartens             | David George                | Nicholas White              |
| 2004 | David George                | Tiaan Kannemeyer            | Nicholas White              |
| 2005 | Tiaan Kannemeyer            | Ryan Cox                    | David George                |
| 2006 | Robert Hunter               | Nicholas White              | Alex Pavlov                 |
| 2007 | David George                | James Perry                 | Nicholas White              |
| 2008 | James Perry                 | Nicholas White              | Kevin Evans                 |
| 2009 | Jaco Venter                 | David George                | James Perry                 |
| 2010 | Kevin Evans                 | James Perry                 | Jaco Venter                 |
| 2011 | Daryl Impey                 | Jay Robert Thomson          | Darren Lill                 |
| 2012 | Reinardt Janse van Rensburg | Jay Robert Thomson          | Johann Rabie                |
| 2013 | Daryl Impey                 | Jay Robert Thomson          | Johann Rabie                |
| 2014 | Daryl Impey                 | Jay Robert Thomson          | Louis Meintjes              |
| 2015 | Daryl Impey                 | Reinardt Janse van Rensburg | Louis Meintjes              |
| 2016 | Daryl Impey                 | Reinardt Janse van Rensburg | Johann van Zyl              |
| 2017 | Daryl Impey                 | Willie Smit                 | Reinardt Janse van Rensburg |
| 2018 | Daryl Impey                 | Stefan de Bod               | Ryan Gibbons                |
| 2019 | Daryl Impey                 | Stefan de Bod               | Louis Meintjes              |
| 2020 | Daryl Impey                 | Stefan de Bod               | Kent Main                   |
| 2021 | Ryan Gibbons                | Matthew Beers               | Kent Main                   |
| 2022 | Byron Munton                | Kent Main                   | Brandon Downes              |
| 2023 | Stefan de Bod               | Alan Hatherly               | Brandon Downes              |
| 2024 | Ryan Gibbons                | Alan Hatherly               | Brandon Downes              |
| 2025 | Alan Hatherly               | Stefan de Bod               | Brandon Downes              |

## Vrouwen

### Wegwedstrijd
| Jaar | Goud                        | Zilver                      | Brons                       |
| ---- | --------------------------- | --------------------------- | --------------------------- |
| 1996 | Anke Erlank                 | Erica Green                 |                             |
| 1997 | Kampioenschap niet gehouden | Kampioenschap niet gehouden | Kampioenschap niet gehouden |
| 1998 | Anriette Schoeman           | Magdalena Day               | Ronel Van Wyk               |
| 1999 | Ronel Van Wyk               | Rebecca Stamp               | Tracey Jordaan              |
| 2000 | Anriette Schoeman           | Ronel Van Wyk               | Annelise Stander            |
| 2001 | Anriette Schoeman           | Ronel Van Wyk               | Dalena Nel                  |
| 2002 | Anriette Schoeman           | Ronel Van Wyk               | Thea Barkhuizen             |
| 2003 | Anriette Schoeman           | Ronel Van Wyk               | Altie Pienaar               |
| 2004 | Anriette Schoeman           | Ronel Van Wyk               | Chrissie Viljoen            |
| 2005 | Ronel Van Wyk               | Anriette Schoeman           | Anke Erlank                 |
| 2006 | Anriette Schoeman           | Marissa Stander             | Liezl Weideman              |
| 2007 | Ronel Van Wyk               | Marissa Stander             | Anriette Schoeman           |
| 2008 | Cherise Willeit             | Robyn De Groot              | Elzette Visagie             |
| 2009 | Lynette Burger              | Ashleigh Moolman            | Cherise Willeit             |
| 2010 | Cherise Willeit             | Anriette Schoeman           | Carla Swart                 |
| 2011 | Marissa Stander             | Robyn De Groot              | Cherise Willeit             |
| 2012 | Ashleigh Moolman            | Lise Olivier                | Joanna van de Winkel        |
| 2013 | Ashleigh Moolman            | Sharon Laws                 | An-Li Kachelhoffer          |
| 2014 | Ashleigh Moolman-Pasio      | Cherise Willeit             | Heidi Dalton                |
| 2015 | Ashleigh Moolman-Pasio      | An-Li Kachelhoffer          | Lynette Burger              |
| 2016 | An-Li Kachelhoffer          | Lise Olivier                | Anriette Schoeman           |
| 2017 | Heidi Dalton                | An-Li Kachelhoffer          | Ashleigh Moolman-Pasio      |
| 2018 | Carla Oberholzer            | Joanna van de Winkel        | Maroesjka Matthee           |
| 2019 | Ashleigh Moolman-Pasio      | Juanita Venter              | Joanna van de Winkel        |
| 2020 | Ashleigh Moolman-Pasio      | Carla Oberholzer            | Maroesjka Matthee           |
| 2021 | Hayley Preen                | Carla Oberholzer            | Frances Janse van Rensburg  |
| 2022 | Frances Janse van Rensburg  | Hayley Preen                | Carla Oberholzer            |
| 2023 | Frances Janse van Rensburg  | Cherise Willeit             | Candice Lill                |
| 2024 | Carla Oberholzer            | Hayley Preen                | S'Annara Grove              |
| 2025 | S'Annara Grove              | Hayley Preen                | Tiffany Keep                |

### Tijdrit
| Jaar | Goud                   | Zilver                    | Brons                      |
| ---- | ---------------------- | ------------------------- | -------------------------- |
| 1998 | Magdalena Day          | Annelie Colyn             | Erica Green                |
| 1999 | Ronel Van Wyk          | Tracey Jordaan            | Christine Strydom          |
| 2000 | Ronel Van Wyk          | Annelise Stander          | Frederika Frick            |
| 2001 | Ronel Van Wyk          | Adriana Fouche            | Thea Barkhuizen            |
| 2002 | Ronel Van Wyk          | Adele Jansen-Van Vuuren   | Diana McPherson            |
| 2003 | Ronel Van Wyk          | Nicolene Schepers         | Engela Conradie            |
| 2004 | Anke Erlank            | Altie Pienaar             | Ronel Van Wyk              |
| 2005 | Anke Erlank            | Ronel Van Wyk             | Altie Pienaar              |
| 2006 | Cashandra Slingerland  | Lynette Jansen-Van Vuuren | Samantha Oosthuysen        |
| 2007 | Ronel Van Wyk          | Millecia Munro            | Marissa Stander            |
| 2008 | Marissa Stander        | Cashandra Slingerland     | Lynette Burger             |
| 2009 | Cashandra Slingerland  | Lynette Burger            | Marissa Stander            |
| 2010 | Cashandra Slingerland  | Lylanie Lauwrens          | Carla Swart                |
| 2011 | Cherise Willeit        | Ashleigh Moolman          | Cashandra Slingerland      |
| 2012 | Cherise Willeit        | Ashleigh Moolman          | An-Li Pretorius            |
| 2013 | Ashleigh Moolman       | Leezaan Hinrichsen        | Lise Olivier               |
| 2014 | Ashleigh Moolman-Pasio | Heidi Dalton              | Leandri Du Toit            |
| 2015 | Ashleigh Moolman-Pasio | Cherise Willeit           | Heidi Dalton               |
| 2016 | Juanita Venter         | Samantha Sanders          | Cashandra Slingerland      |
| 2017 | Ashleigh Moolman-Pasio | Juanita Venter            | Brittany Peterson          |
| 2018 | Liezel Jordaan         | Yzette Oelofse            | S'Annara Grove             |
| 2019 | Liezel Jordaan         | Zanri Rossouw             | Juanita Venter             |
| 2020 | Ashleigh Moolman-Pasio | Carla Oberholzer          | Frances Janse van Rensburg |
| 2021 | Candice Lill           | Carla Oberholzer          | Zanri Rossouw              |
| 2022 | Carla Oberholzer       | Zanri Rossouw             | Dunette Shaw               |
| 2023 | Zanri Rossouw          | Hayley Preen              | S'Annara Grove             |
| 2024 | Hayley Preen           | Emma Pallant              | Lucy Young                 |
| 2025 | Lucy Young             | Hayley Preen              | Zanri Rossouw              |